# Никольск (Архангельская область)
Нико́льск — село в Вилегодском районе Архангельской области. Административный центр Никольского сельского поселения.
Расположено при автодороге А123 на правом берегу реки Виледь в 20 км к северо-западу от села Ильинско-Подомское и в 58 км к востоку от Котласа.
Ежегодно жители села разбирают перед ледоходом и затем возводят мост через Виледь.

## История
Известно с 1379 года когда Стефаном Пермским был основан Никольский приход. В 1380 году Никольский погост был пожалован Стефану Пермскому Дмитрием Донским. Согласно сотной и писцовой книгам 1586 года в вотчине пермских епископов на Виледи числилось одно село и 7 деревень. Сельцо (село), о котором упоминается в летописи, это — Никольское.

## Население
| 2002 | 2010 | 2012 |
| ---- | ---- | ---- |
| 669  | ↘613 | ↗699 |

Численность населения села, по данным Всероссийской переписи населения 2010 года, составляла 613 человек.